# پوینت سمسان، استرالیای غربی
پوینت سمسان (به انگلیسی: Point Samson) یک شهرک در استرالیا است که در استرالیای غربی واقع شده‌است.